# Баптистерий в Кремоне
Баптистерий в Кремоне (итал. Battistero di Cremona) —  баптистерий, расположенный рядом с Кремонским кафедральным собором (Ломбардия); восьмиугольное здание — высотою в 34 метра и диаметром в 20,5 метра — было заложено в 1167 году; приобрело свой нынешний облик после перестройки в период Ренессанса.